# 통일적 다민족국가론
통일적 다민족국가론(統一的 多民族國家論, 영어: unified multi-ethnic state theory)은 중화인민공화국이 동북공정, 서남공정(티베트 공정), 서북공정(위구르 공정) 등의 역사공정에서 기본으로 삼는 논리로서, 현재 중국 땅에 있는(혹은 과거에 지금의 중화인민공화국에 있는 모든 민족은 광의의 중국인에 속하며, 그들의 역사 또한 중국의 역사와 직결된다는 것이다.
통일적 다민족국가론에 의하면 중국내 조선족의 역사는 중국사에 포함된다.

## 조선민주주의인민공화국의 항의
고구려가 도읍을 만주지역의 국내성(國內城)에서 대동강변의 평양성(平壤城)으로 옮긴 시기는 427년인 장수왕 15년이었다. 평양 천도 이전 만주 지역에서의 고구려 역사를 중국의 역사의 일부로 보는 동북공정이 한중 현안으로 표면화된 것은 2003년부터이다.
하지만 동북공정은 그보다 훨씬 앞선 1982년 12월 제5차 전국인민대표자회의 때였다고 알려져 있고 중화인민공화국의 '통일적 다민족국가론'이란 현재의 중화인민공화국 영토 범위 안에서 일어난 과거의 모든 민족과 역사는 모두 중국사로 간주하려는 논리를 말한다. 이론의 배경에는 공산주의 민족관에 따른 민족통합론이란 논리의 주장으로 중국 역사교과서에 반영하기에 이르고 있다.
이때에 중화인민공화국은 당시 헌법 개정을 통해 '통일적 다민족 국가론'을 채택하였다. 중국의 영토에 존재했던 과거 민족ㆍ역사는 중화민족의 일부라는 중화민족 이데올로기가 헌법적 토대를 마련한 것이다. 중화민족이란 개념은 한족과 55개 소수민족으로 구성된 현재의 국가를 유지하기 위한 장치로 이후 중국 학계에서는 역사적 수정주의가 등장하였고 과거의 역사를 현재에 맞춰 재해석하는 이런 논리는 고구려사에도 적용했다.
조선민주주의인민공화국은 1992∼1993년 중국의 역사적 수정주의 논리에 강하게 반발했다. 중화인민공화국에 역사문제 대표단까지 파견했던 것으로 알려졌다. 하지만 결과적으로 조선민주주의인민공화국의 반발로 오히려 중화인민공화국의 수정주의 움직임이 강화됐으며 이는 2002년 동북공정으로 이어졌다.

## 표면화된 동북공정과 외교문제로 비화
중국사회과학원 산하 변강사지 연구중심이 진행한 동북공정은 시행 1년 뒤인 2003년에 중화인민공화국 언론을 통해 알려지기 시작했다. 2003년 6월 중국 관영 광명(光明)일보와 차이나데일리가 '고구려는 중국의 소수민족정권'이라는 논문을 게재한 것이 계기가 됐다.
중화인민공화국 역사학계 일부의 고구려사 편입 논란과 관련, 한중 양국은 2004년 2월 외교부 부부장 방한 때 '고구려사 문제는 정부가 아닌 학술 차원에서 다루자'고 합의했다. 대한민국 정부는 2004년 4월 1일 고구려연구재단(현 동북아역사재단)을 출범시켰다.
2012년 6월 5일, 중화인민공화국 국가문물국은 ‘역대장성’의 총 길이를 21196.18km임을 공식발표했는데 2000년대 중반까지 6,000여km였던 장성의 길이보다 무려 3.5배 확대 발표하면서 현재 중국 영토 내 다른 민족들이 쌓았던 장성을 모두 망라한 ‘역대 장성’이라는 표현을 쓰고 있다.
이와함께 한민족의 유적으로 알려진 고구려, 발해가 남긴 성곽, 장성까지 포함됐다는 사실이다. 중화인민공화국의 주장은 현재 자국 영토 내에 있으니 모두 중국의 장성이라는 논리이다. 이와함께 중화인민공화국은 당나라와 전쟁을 위해 쌓은 고구려의 ‘천리장성’을 중국을 지키는 만리장성의 일부라는 주장을 펴고 있다.

## 사마천 사기로 풀어야할 동북공정 갈등
대한민국에서는 한국의 상고사는 고조선으로부터 시작되며 중간에 고구려로 끊어질 수 없는 역사를 지키고 있다는 것을 강력히 강조하면서 상고사에서 고구려가 만들어낸 한민족 정통성의 기반으로 현재 중화인민공화국에서 진행되고 있는 프로젝트(공정)들에 문제의 심각성을 지적하였다. 더불어 중국은 사마천의 <사기>를 비롯하여 24사(정사로 인정받는 역사서 24종)를 가지고 있듯이 역지사지해볼 것을 강하게 촉구했다.
사마천은 화이불분(華夷不分), 즉 중원(中原)과 이족(夷族)을 구분 짓지 않는 역사관을 가지고 있었는데 당시 중원은 허난성(河南省)을 중심으로 산둥성(山東省) 서부, 산시성(陝西省) 동부에 걸친 황허강(黃河) 중 · 하류 유역이 이에 해당하는 지역을 의미하고 있었다. 사마천은 <사기>에서 “옛날 당인(唐人)의 수도는 하동(河東)에, 은인(殷人)의 수도는 하내 (河內)에, 주인(周人)의 수도는 하남(河南)에 있었으니 무릇 삼하(三河)는 천하의 가운데에 있다.”고 기술하였다.
그 예(例)로 <사기> 세가의 첫 편인 오태백 세가(吳太伯世家)는 오나라가 주나라 태왕의 아들인 태백의 후예이고 월나라는 우임금의 후예이며, 흉노의 선조는 황제(黃帝)의 후예라는 시각으로 보면서 우월론적 중화주의를 전면 부정하는 관점을 갖고 화이동근(華夷同根)을 강조하여 <사기>를 서술하였다.
한편 사마천은 성공한 인물도 중요하지만 성공의 기반을 마련해준 인물의 역사적 의미를 강조한 사마천의 독특한 역사관을 쉽게 찾아볼 수 있다. 또한 사마천은 미덕과 평화를 중요시 했다. 사마천이 중시했던 인물은 제후에 오른 사람들이 주인공이 아니었다.
그러기에 <공자세가>(孔子世家) 나 <진섭세가>(陳涉世家)에서 공자는 후세에 제왕(諸王)들과 황제의 존경을 받는다는 점에서 제후의 위치와 다를 바가 없다하여 세가에 포함시켰고, 진섭은 진(秦)에 반기를 들고 진 타도에 실패하였지만 진섭이 봉한 제후들과 장상들이 결국 진을 몰락시켰다는 점에서 세가에 포함시켰다.
이처럼 사마천은 덕으로 다스리는, 어질고 바른 정치인 덕정(德政)을 중시하는 통치관을 지니고 있었고, 인간의 가치를 높게 평가하는 안목으로 나라를 다스림에 있어 가장 근본은 인(人)이라고 생각했다. 이같은 역사관으로 쓰여진 <사기>를 바탕으로 중국 정사의 대표적인 역사학자 사마천은 '하해불택세류(河海不擇細流, 황하와 바다는 가는 물줄기로 가리지 않는다)'라는 명문을 내놓으면서 <사기>에서 중국 문명의 원류는 중원(中原)임을 분명히 밝혀주고 있다.

## 같이 보기
- 동북공정
- 서북공정
- 서남공정
- 국사수정공정
- 조선족